# Хассанейн, Нур Эль-Дин
Нур эль-Дин Мухаммед Хассанейн Юнис (араб. نور الدين محمد حسنين يونس‎; род. 10 августа 1988, Северный Синай) — египетский гребец, выступавший за сборную Египта по академической гребле в 2006—2016 годах. Победитель и призёр первенств национального значения, участник летних Олимпийских игр в Лондоне.

## Биография
Нур эль-Дин Хассанейн родился 10 августа 1988 года в области Северный Синай, Египет.
Впервые заявил о себе в академической гребле на международном уровне в сезоне 2006 года, когда вошёл в состав египетской национальной сборной и выступил на юниорском мировом первенстве в Амстердаме, где в зачёте парных двоек стал одиннадцатым.
В 2009 году дебютировал в Кубке мира, в парных четвёрках занял 14-е место на молодёжном мировом первенстве в Рачице.
В 2010 году в парных двойках показал 11-й результат на молодёжном мировом первенстве в Бресте, занял 15-е место на взрослом чемпионате мира в Карапиро.
В 2012 году в той же дисциплине стартовал на трёх этапах Кубка мира, выступил на Олимпийской квалификационной регате FISA в Люцерне. Благодаря череде удачных выступлений удостоился права защищать честь страны на летних Олимпийских играх в Лондоне. В программе одиночек с третьего места преодолел предварительный квалификационный этап, затем был шестым в четвертьфинале и четвёртым в полуфинале — таким образом отобрался в утешительный финал D, где в конечном счёте финишировал вторым, закрыв двадцатку сильнейших в итоговом протоколе.
После Олимпиады в Рио Хассанейн остался действующим спортсменом и продолжил принимать участие в крупнейших международных регатах. Так, в 2014 году в парных четвёрках он отметился выступлением на чемпионате мира в Амстердаме, а год спустя в той же дисциплине стартовал на чемпионате мира в Эгбелете — в обоих случаях был далёк от попадания в число призёров.
Последний раз показывал сколько-нибудь значимые результаты на международной арене в сезоне 2016 года, когда выступил в одиночках на одном из этапов Кубка мира и занял итоговое 14-е место.